# Calcestruzzo ad alta resistenza
I calcestruzzi ad alta resistenza meccanica o AR o HSC (High Strength Concrete) sono materiali caratterizzati da una resistenza meccanica a compressione superiore a quella dei calcestruzzi ordinari o NR o NSC (Normal Strength Concrete).

## Descrizione
Secondo quando stabilito dal CIB -FEB: (High Strength Concrete. State of the Report) appartengono alla categoria dei calcestruzzi HSC quei materiali la cui resistenza caratteristica a compressione risulti superiore a quella massima ammessa dai regolamenti nazionali vigenti in ciascun paese.
Poiché la normativa italiana non consente di assumere nei calcoli statici valori della resistenza caratteristica su cubi superiori a 55 N/mm2, automaticamente il limite inferiore di resistenza meccanica dei materiali HSC è individuabile in 60 N/mm2.
Le linee guida sul calcestruzzo strutturale a cura del Servizio Tecnico Centrale della Presidenza del Consiglio Superiore dei LL.PP., definisce calcestruzzi ad alta resistenza quei calcestruzzi con Rck variabile tra 85 e 115 N/mm2, mentre le Linee Guida sui calcestruzzi strutturali ad alta resistenza, a cura sempre del summenzionato Servizio Tecnico Centrale, definiscono i calcestruzzi AR quelli aventi una resistenza cubica > 75 e  ≥ 115 N/mm2 e un rapporto a/c minore di 0,35.
Fino a qualche decennio fa i calcestruzzi HSC costituivano esclusivamente argomento di ricerca.
Con lo sviluppo della tecnologia di questi materiali, si è avuto anche un rapido incremento nelle applicazioni strutturali dei calcestruzzi HSC.
Attualmente, è facile la produzione dei calcestruzzi con resistenze a compressione prossime ai 100 N/mm2.
Tale facilità di produzione è dovuta sostanzialmente a:
- maggiore contenuto di alite nel cemento (il costituente che più contribuisce alla resistenza meccanica);
- elevato dosaggio di cemento (400 – 550 kg/m3)
- maggiore finezza di macinazione del cemento;
- l'utilizzo di additivi superfluidificanti di ultima generazione (acrilici) che ha consentito di ridurre drasticamente il rapporto a/c (0,25 - 0,35) senza penalizzare la lavorabilità del calcestruzzo;
- l'utilizzo di microsilice come aggiunta minerale, che ha consentito di ridurre la porosità della pasta di cemento e di migliorare, grazie alla diminuzione del bleeding, la qualità della zona di transizione
- eventuale utilizzo di fibre di acciaio per ridurre la fragilità del calcestruzzo.

## Proprietà fisiche ed elasto-meccaniche
Le normative vigenti in ogni paese relative al progetto delle strutture in c.a.o. e c.a.p. generalmente si basano su prove sperimentali ed esperienze condotte quasi esclusivamente su calcestruzzi con resistenza a compressione inferiore a 40 - 50 N/mm2.
Pertanto le correlazioni che consentono di determinare le caratteristiche fondamentali del calcestruzzo, quali il comportamento sforzo- deformazione, la resistenza a trazione, il modulo elastico, ecc., non sono direttamente estendibili ai calcestruzzi con resistenza maggiore ai 60 N/mm2.
Secondo le linee guida sui calcestruzzi strutturali AR l'impiego di questi materiali è ammesso previo esame e valutazione da parte del Consiglio Superiore dei LL.PP. al quale dovrà essere presentata la documentazione di progetto (si veda il p.to 2 delle suddette linee guida)

### Comportamento sforzo-deformazione in compressione
L'esame dei diagrammi sforzo-deformazione a compressione di calcestruzzi HSC comparati con calcestruzzi tradizionali evidenzia quanto segue:
- il ramo ascendente dei materiali HSC è molto più lineare
- tale linearità si protrae fino a valori dello sforzo prossimi alla resistenza a compressione del materiale
- in corrispondenza del massimo sforzo, i materiali HSC presentano una maggiore deformazione
- una brusca caduta del ramo discendente ed una minore deformazione ultima entrambi indici di una maggiore fragilità dei materiali HSC.

Tale comportamento è da imputare al miglioramento della qualità del materiale all'interfaccia pasta cementizia-aggregato (diminuzione del bleeding) grazie alla presenza del fumo di silice.
Nei calcestruzzi ordinari le microfessure all'interfaccia pasta-aggregato, causa dell'incurvamento del ramo ascendente, si iniziano a manifestare quando lo sforzo raggiunge il 65% della resistenza a compressione, mentre nei calcestruzzi ad alta resistenza tale fenomeno si innesca quando lo sforzo raggiunge l'80% della resistenza a compressione.

### Modulo di Young - coefficiente di Poisson e resistenza a trazione
Numerose indagini sperimentali hanno evidenziato che il modulo di elasticità, il coefficiente di Poisson e la resistenza a trazione variano di poco al crescere della resistenza meccanica a compressione

### Ritiro
I dati disponibili hanno evidenziato che i calcestruzzi HSC sono caratterizzati da una maggiore velocità di contrazione nella fase immediatamente successiva all'esposizione all'atmosfera insatura di vapore, rispetto ai materiali NSC. A lungo termine non si registrano sostanziali differenze nel valore di ritiro tra le due tipologie di calcestruzzo.

### Scorrimento viscoso
I dati sperimentali indicano che lo scorrimento viscoso di calcestruzzi ad alta resistenza è sostanzialmente inferiore rispetto a quello di un calcestruzzo ordinario.

## Applicazioni Strutturali
I calcestruzzi ad alta resistenza, sono stati largamente utilizzati 
nella realizzazione delle piattaforme offshore dei mari del Nord e di ponti di grande luce, come il ponte Storebelt in Danimarca e il ponte Perthuiset in Francia, dove per le eccezionali sollecitazioni meccaniche ed ambientali era impossibile impiegare calcestruzzi NSC.
Altre applicazioni del calcestruzzo ad alta resistenza riguardano la costruzione dell'edificio della Grande Arche de la Defense a Parigi, le Two Union Square e Pacific First Center di Seattle e più recentemente per il Ponte della Musica a Roma.
I calcestruzzi HSC sono stati utilizzati anche nel settore dei contenitori per reattori nucleari e nella realizzazione di grandi tunnel sottomarini quali ad esempio quelli costruiti al di sotto del Canale della Manica per collegare Francia e Inghilterra.